# Hannah-Arendt-Park

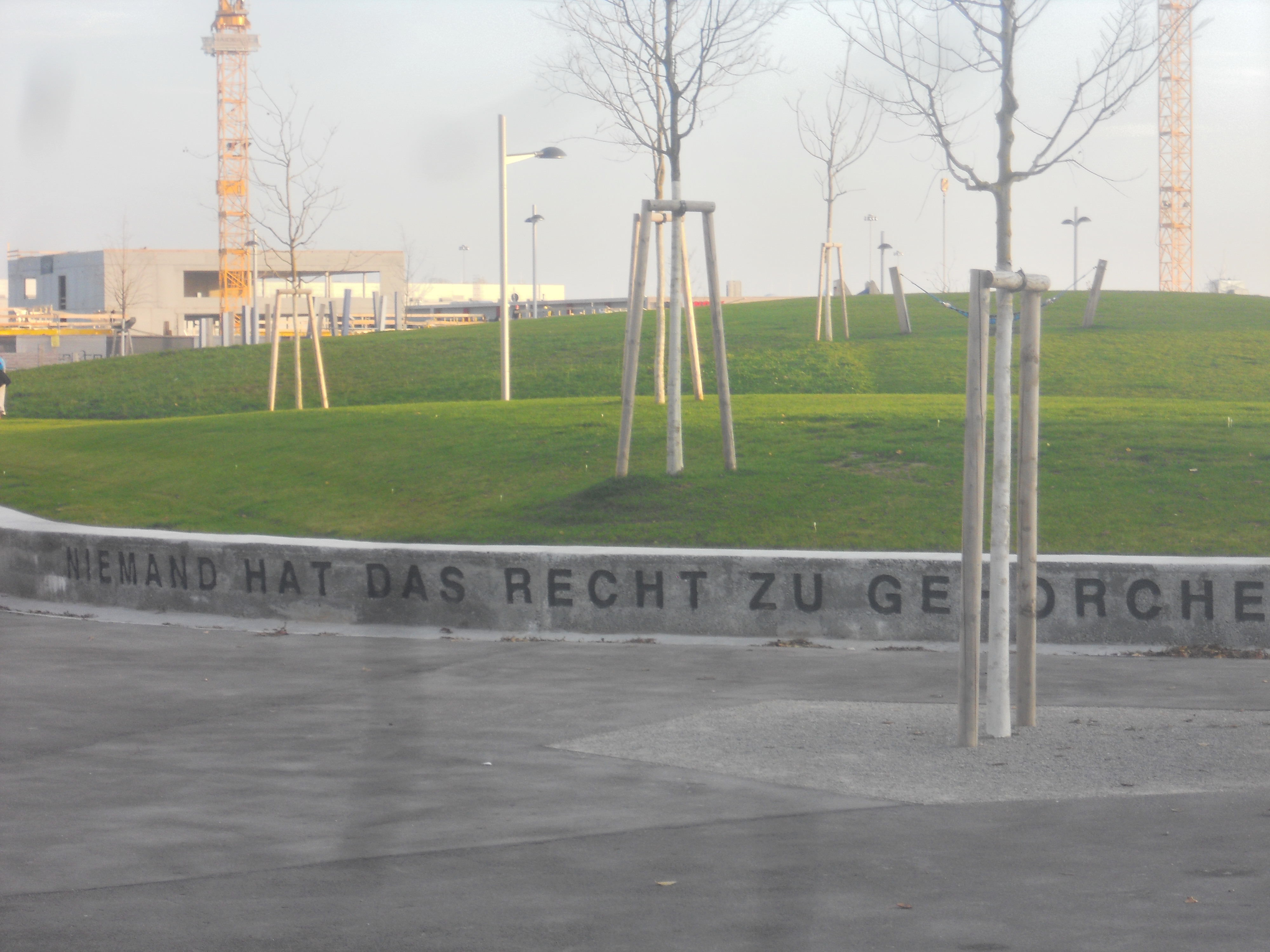
Die Einfassungsmauer des Rasens mit dem Hannah Arendt zugeschriebenen Zitat Niemand hat das Recht zu gehorchen

Der Hannah-Arendt-Park ist eine rund 15.000 Quadratmeter große Parkanlage im 22. Wiener Gemeindebezirk Donaustadt, in der Seestadt Aspern.
Der Park wurde auf Beschluss vom 28. Februar 2012 des Wiener Gemeinderatsausschusses für Kultur und Wissenschaft nach der Philosophin und Publizistin Hannah Arendt benannt. Hier befindet sich auch der Hannah-Arendt-Platz. Am 26. Mai 2014 starteten die Bauarbeiten mit einem Spatenstich. Die Eröffnung erfolgte am 4. Mai 2015.

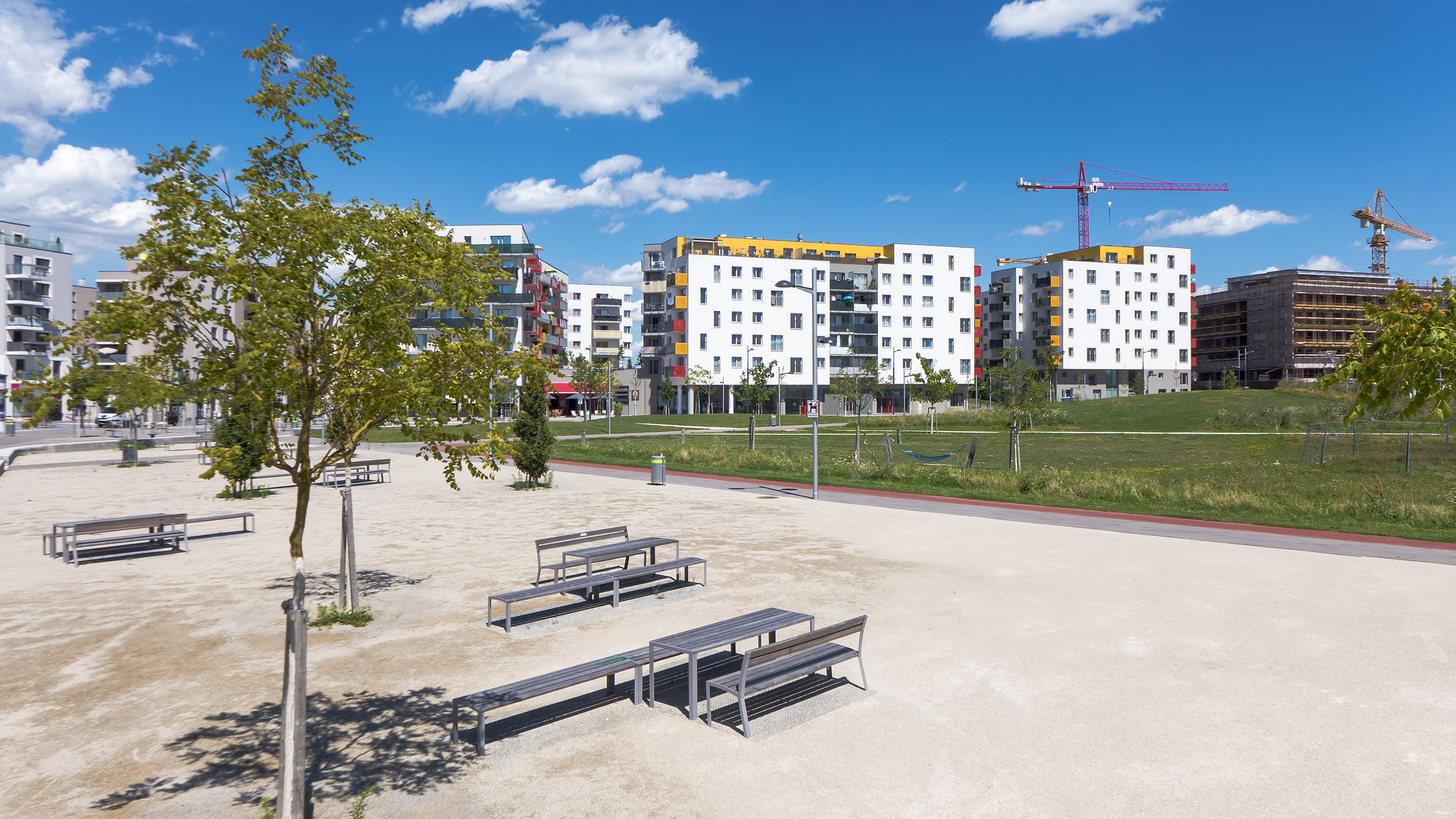
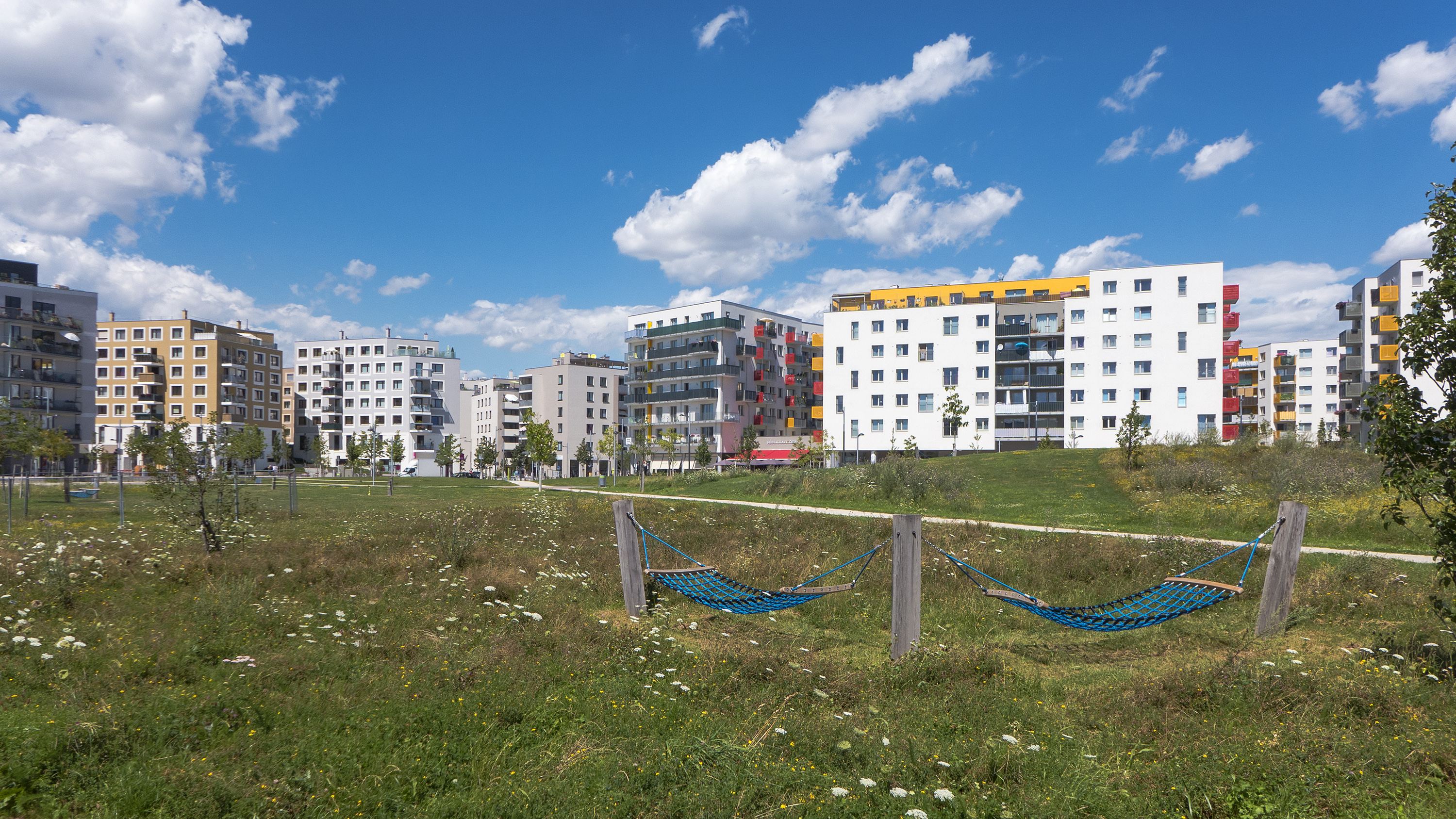
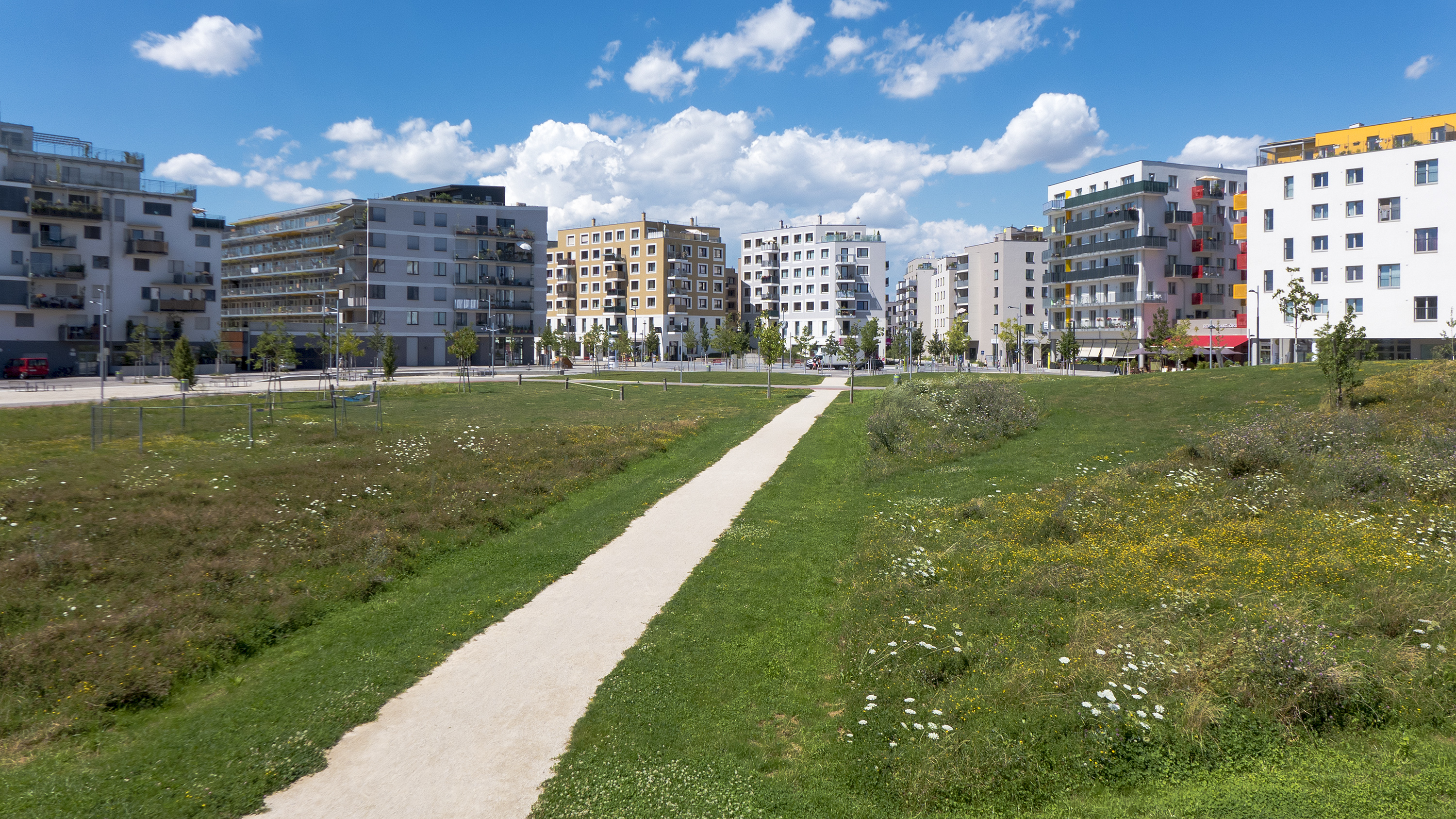
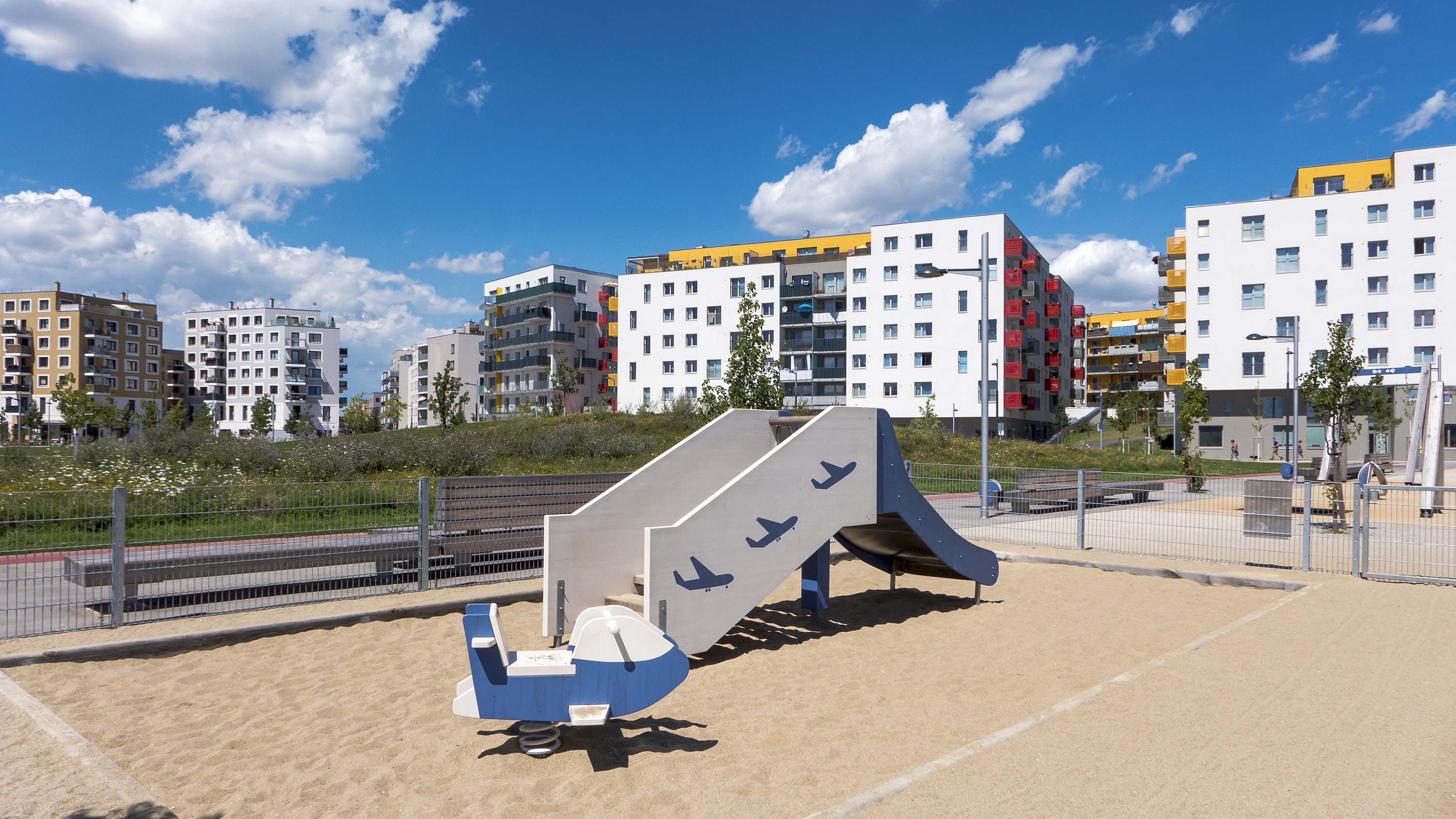
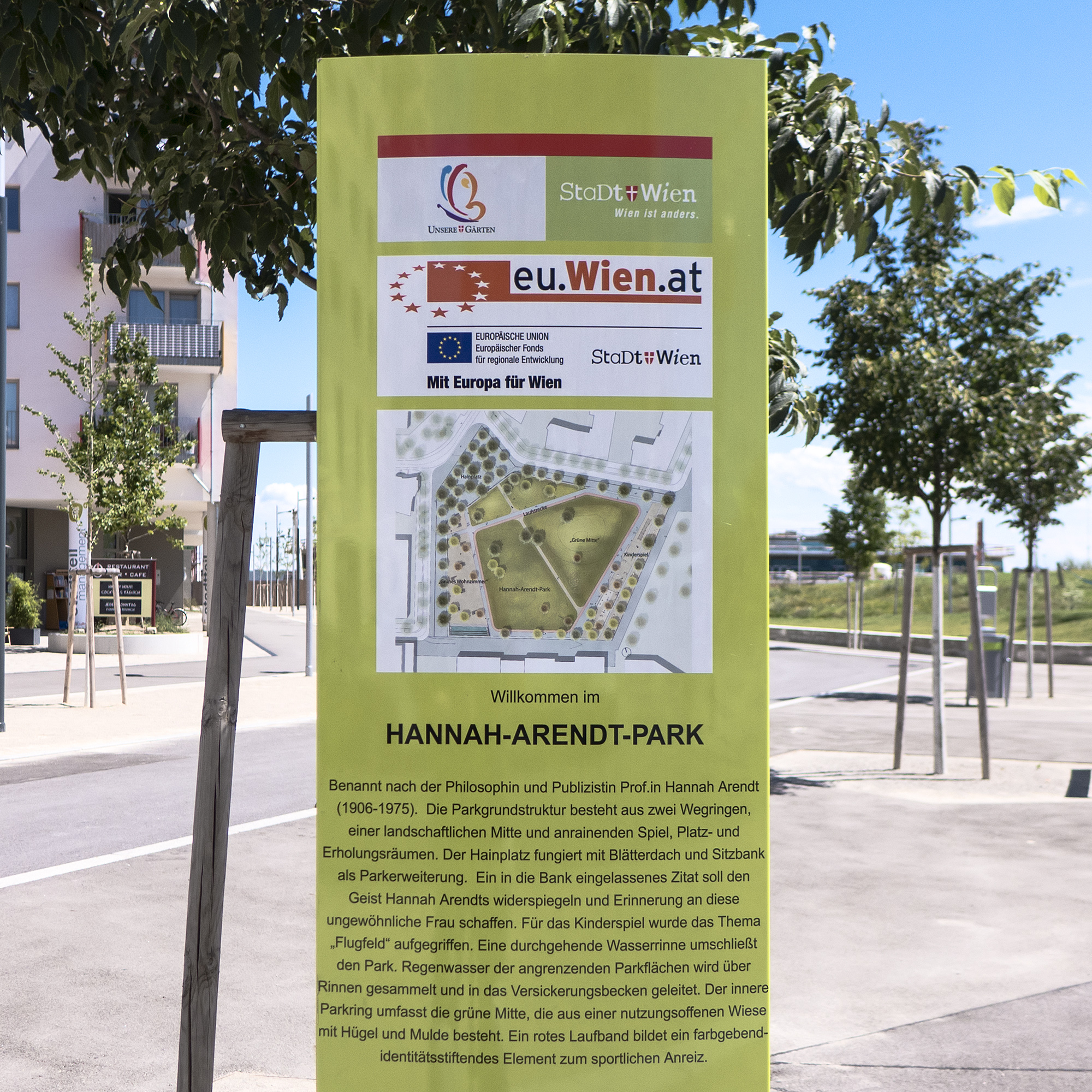